# Georg Ahsbahs

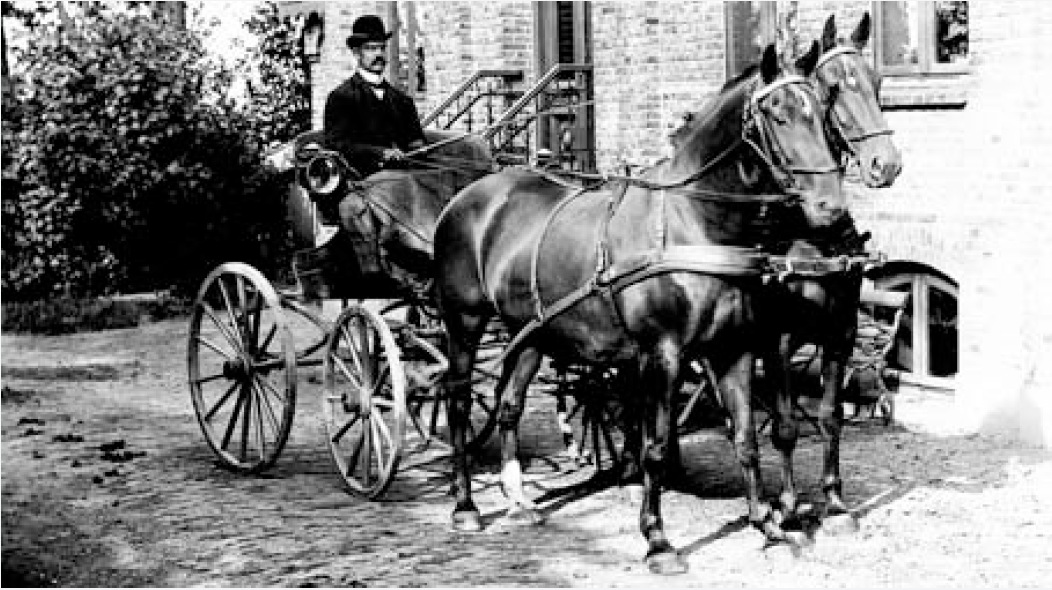
Georg Ahsbahs mit seinem Gespann um 1900

Georg Ahsbahs (* 1853 in Sommerlander Riep; † 5. Februar 1923 ebenda) gilt als Symbolfigur der planmäßigen Holsteiner Pferdezucht.

## Leben
Georg Ahsbahs stammte aus einer angesehenen Familie auf der Kremper Marsch. Zu seinen Vorfahren gehörte der Pferdehändler Jürgen Ahsbas. Ab 1875 war er Besitzer eines Hofes in Sommerlander Riep (Gravert Nr. 896). Er wurde Ökonomierat und Oberleutnant der Reserve. 1895 wurde er Mitglied der Landwirtschaftskammer für den Kreis Steinburg. Ferner war er Vorsitzender des Ausstellungsausschusses der Landwirtschaftskammer. 1895 wurde er auch Vorsitzender des BdL, später war er stellvertretender Vorsitzender. Ab 1921 war er Aufsichtsratsmitglied der Westholsteinischen Bank; im selben Jahr war er Mitbegründer der Detlefsen-Gesellschaft. Als Altenteiler lebte er in Glückstadt.
Ahsbahs vereinigte 1891 verschiedene Pferdezüchtervereine zum Verband der Pferdezuchtvereine in den Holsteiner Marschen, dessen Vorsitzender er bis zu seinem Tod war. Aus dem Zusammenschluss dieses Verbands mit dem Verband des Schleswig-Holsteiner Geestlandes im Jahr 1935 ging der heute noch existierende Verband der Züchter des Holsteiner Pferdes hervor. Eine Wandlung des Zuchtziels vom schweren Kavalleriepferd zum leistungsfähigen Zugpferd fand gegen Ende des 19. Jahrhunderts, als Ahsbahs aktiv war, statt.
Ahsbahs war ein Verfechter der gezielten Hengstaufzucht. Von ihm stammt der erste Band des Holsteinischen Gestütsbuchs; ferner verfasste er ein Werk über die Pferdezucht in der Kremper Marsch und weitere Fachschriften.
Ahsbahs sammelte als Vorarbeit zum Gestütsbuch die Abstammungen der Pferde in der Elbmarsch und der Umgebung. Er ging dabei zurück bis zum Anfang des 19. Jahrhunderts und ordnete die Tiere einzelnen Stutenfamilien zu. Diese nummerierte er dann durch. Das System dieser Stamm-Nummern wird noch heute genutzt; je niedriger eine Stamm-Nummer ist, desto früher wurde die Stutenfamilie von Ahsbahs erfasst. Die Ziffer drückt also kein Qualitätsmerkmal der Pferde aus, sondern geographische Nähe zum Ausgangspunkt der Katalogisierungsarbeit. Holsteiner Fohlen erhalten jeweils die Stamm-Nummer ihrer Mutter. Die Nummer wird in den Abstammungsnachweisen ausgedruckt und im Stutenstammregister des Holsteiner Verbandes geführt.

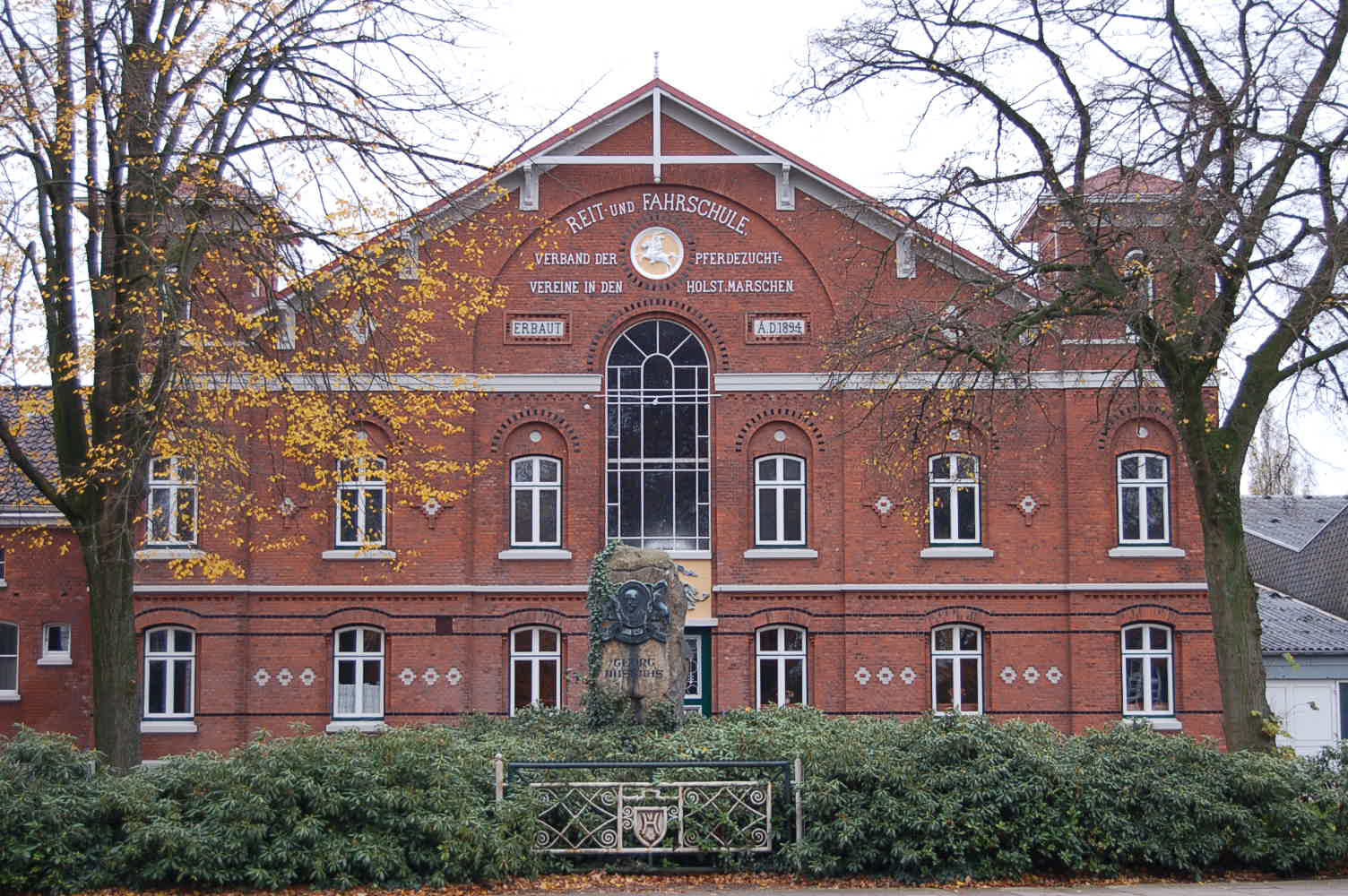
Ahsbahs' Denkmal vor der Reit- und Fahrschule in Elmshorn

Vor der Reit- und Fahrschule Elmshorn, die er im Jahr 1894 gründete, steht Ahsbahs’ Denkmal. Diese Einrichtung bot einst weltweit einmalige Internatskurse an, in denen der richtige Umgang mit Pferden vermittelt wurde. Ferner war und ist sie ein wichtiger Ort für den Handel mit Holsteiner Pferden. Auch fast der komplette Hengstbestand des Verbandes steht in Elmshorn.
Eine nach Georg Ahsbahs benannte Medaille wird erfolgreichen Züchtern von Holsteiner Pferden verliehen.

## Werke
- Die Pferdezucht in der Kremper Marsch. Nebst Stuten-Stammregister, statistischen Nachrichten und 12 Bildern von Pferden in der Kremper Marsch, Biernatzki 1886
- Referat zur Frage der Fleischnoth, erstattet in d. Gemeinsamen Delegierten-Versammlung der Landwirthschaftl. Kreisvereine Pinneberg und Steinburg am 3. Jan. 1899, Augustin 1899
- mit L. Weber: Die bisherigen Arbeiten des Sonderausschusses für die Kultur des Marschbodens: Bericht erstattet in der Sitzung der Ackerbau-Abteilung der Deutschen Landwirtschafts-Gesellschaft am 19. Juni 1903
- Holsteins Pferdezucht, Augustin 1904
- Die öffentlichen Angriffe der Pferdehändler und Privathengsthalter auf den Verband der Pferdezüchter in den Holsteinischen Marschen e. G.m.b.H. U. D. Zurückweisung dieser Angriffe von dem Verbandsvorsitzenden(Georg Ahsbahs, Ökon. R.), Augustin 1910
- mit Carl Ziese: Der Viehverkauf am Hamburger Schlachtviehmarkt durch die Geschäftsstelle der Landwirtschaftskammer, 1910

| Personendaten    | Personendaten                                  |
| ---------------- | ---------------------------------------------- |
| NAME             | Ahsbahs, Georg                                 |
| KURZBESCHREIBUNG | deutscher Pferdezüchter, Ökonomierat und Autor |
| GEBURTSDATUM     | zwischen 1851 und 1853                         |
| GEBURTSORT       | Sommerlander Riep                              |
| STERBEDATUM      | 5. Februar 1923                                |
| STERBEORT        | Sommerlander Riep                              |